# ماشین‌های الکتریکی ابررسانا
ماشین‌های الکتریکی ابررسانا سیستم‌های مکانیکی هستند که با تکیه بر استفاده از یک یا چند عنصر ابر رسانا کار می‌کنند. از آنجایی که ابررساناها هیچ مقاومت DC ندارند، از این رو نسبتاً بیشتر مورد بهره‌برداری قرار می‌گیرند.
مهمترین پارامتری که بیشترین سهم را در ماشین‌های ابررسانا دارد، تولید میدان مغناطیسی خیلی بالایی است که در ماشین‌های مرسوم امکان‌پذیر نیست. این امر باعث کاهش حجم قابل توجهی در موتور می‌شود، که این به معنی افزایش زیادی در چگالی قدرت می‌شود. اگرچه از آنجایی که ابررساناها فقط در دمای انتقال ابررسانا معینی مقاومت صفر دارند، Tc که صدها درجه از دما اتاق کمتر است، سرمازایی (Cryogenics) ضروری هستند.
در حال حاضر سود بیشتر در موتورهای الکتریکی Ac ابررسانا وجود دارد. میدان الکترومغناطیسی جریان مستقیم که بر روی رتور می‌چرخد از ابررساناها استفاده می‌کنند اما جریان متناوب چند فاز بر روی استاتور می‌چرخد، که هیچ پشتیبانی عملی توسط ابررساناها ندارند و همچنین از هادی‌های مسی معمولی و مرسوم استفاده می‌کنند. اغلب هادی‌های استاتور به علت کاهش و نه از بین بردن تلفات مقاومتی آنها سرد می‌شوند.